# Chinarindenbäume
Die Pflanzengattung Chinarindenbäume (Cinchona) gehört zur Familie der Rötegewächse (Rubiaceae). Die etwa 23 Arten sind ursprünglich in Zentralamerika (Costa Rica, Panama) und im westlichen Südamerika (Bolivien, Kolumbien, Ecuador, Peru, Venezuela, Brasilien) verbreitet. Sie gedeihen in den Bergregionen. Einige Arten und Hybriden werden in tropischen Gebieten zur Gewinnung des vor allem als Malariamittel bekannten Chinins weltweit angebaut.

## Beschreibung

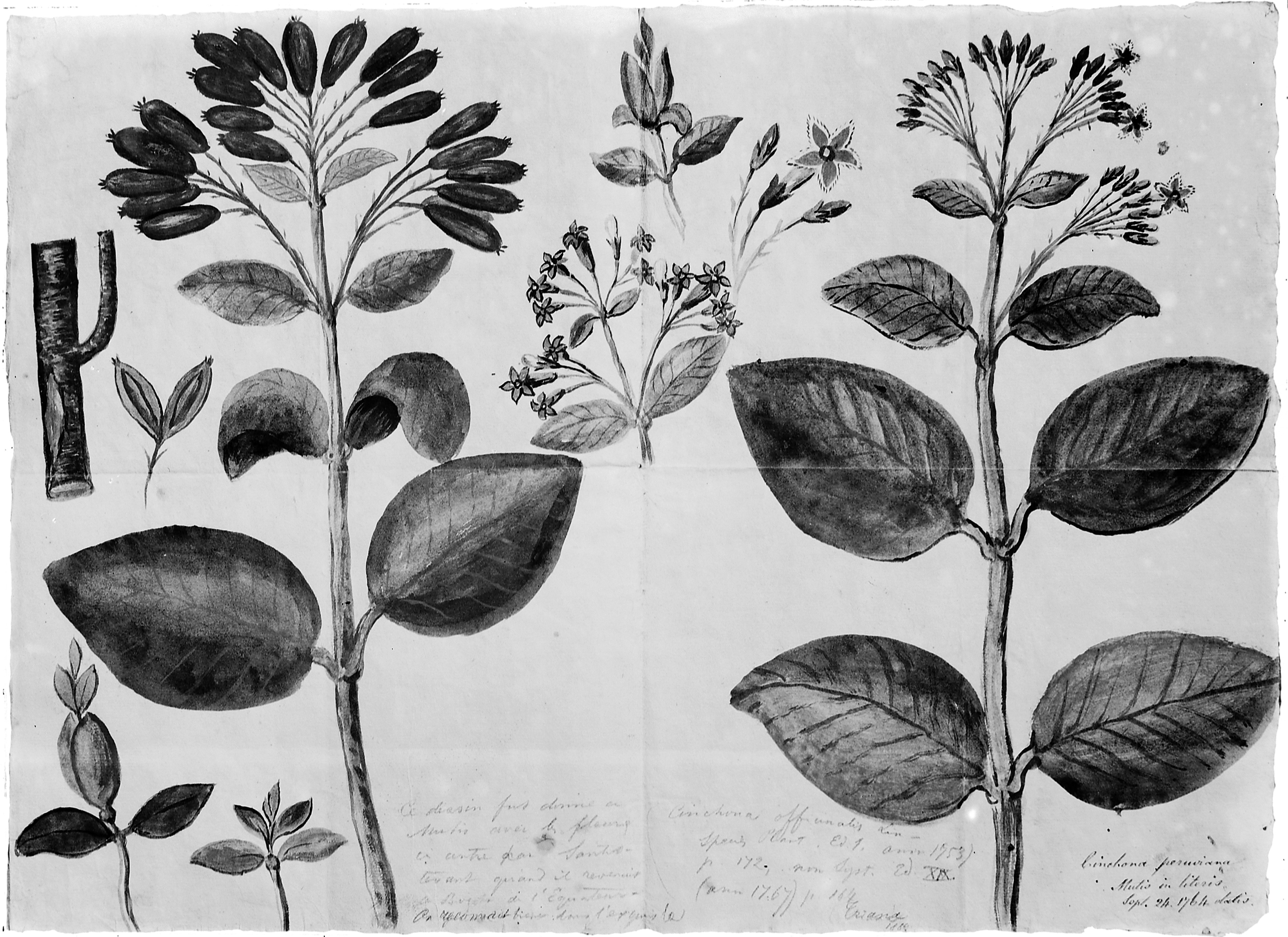
Illustration von Cinchona calisaya

Blütenstand mit knospigen und geöffneten fünfzähligen Blüten von Cinchona pubescens

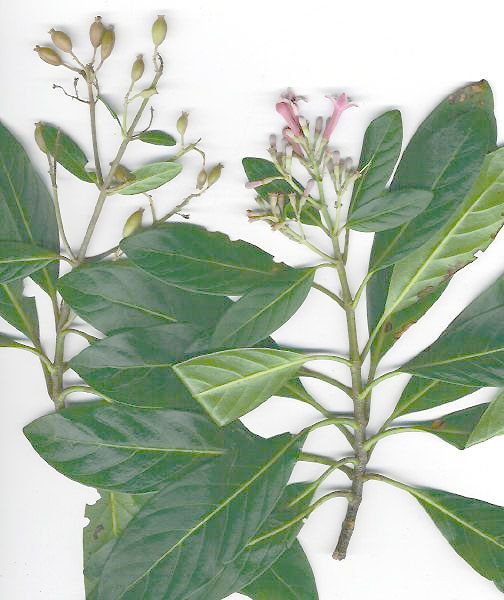
Ein beblätterter Zweig mit Früchten und einer mit Blüten von Cinchona calisaya

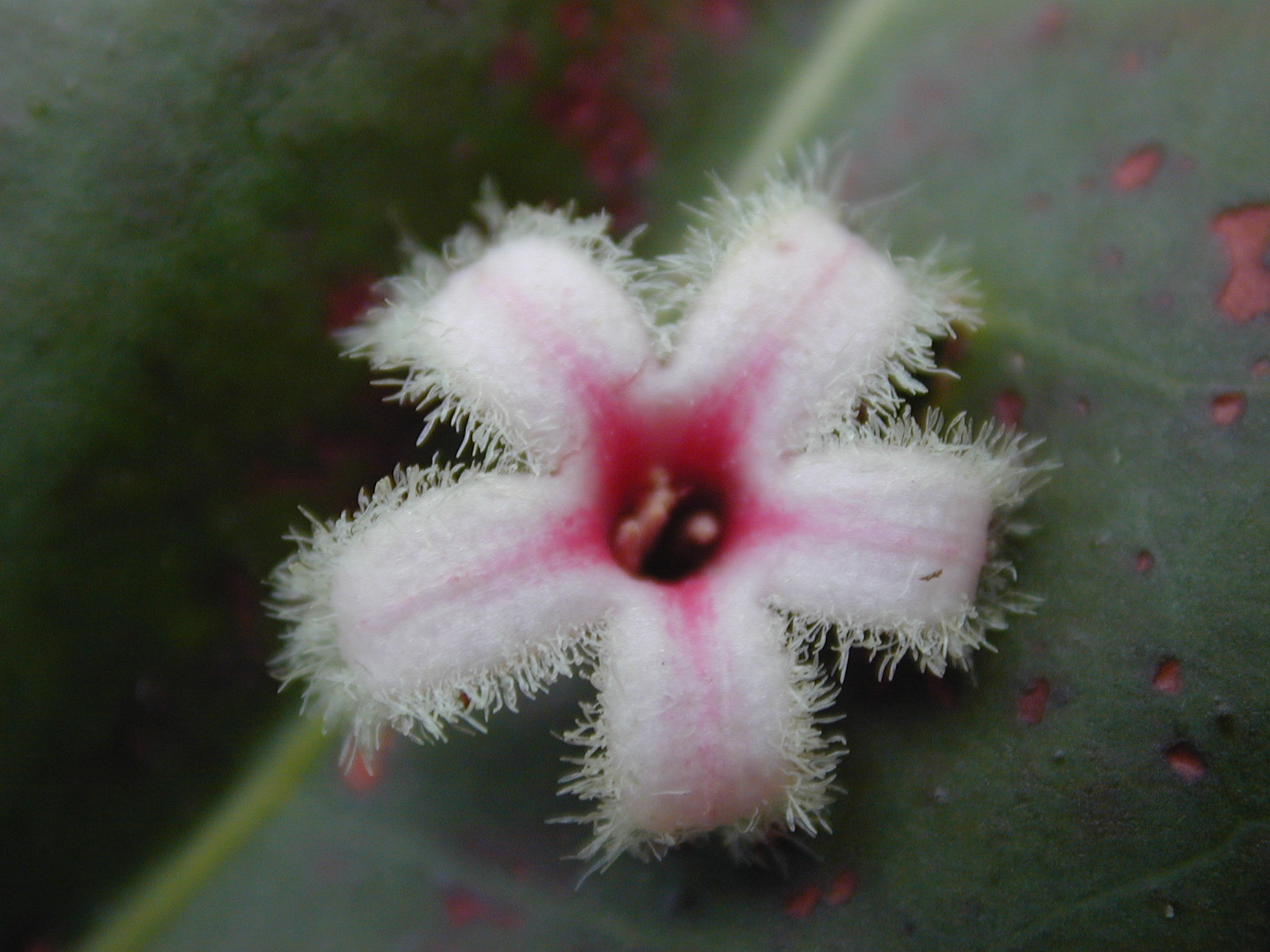
Blüte im Detail von Cinchona pubescens

### Erscheinungsbild und Blätter
Cinchona-Arten wachsen selten als Sträucher, meist als Bäume. Die Borke ist meist deutlich bitter.
Bei den abgeflachten Knospen sind die Nebenblätter aufrecht und aneinander gedrückt. Die kreuz-gegenständig an den Zweigen angeordneten Laubblätter sind gestielt. Die Blattspreite ist einfach. Es sind meist gut entwickelte Domatien an den Laubblättern vorhanden. Die interpetiolaren oder nur kurz um den Zweig verwachsenen Nebenblätter sind zungenförmig bis verkehrt-eiförmig und ganzrandig; sie fallen ab.

### Blütenstände und Blüten
Endständig und oft auch in den Blattachseln der obersten Laubblätter stehen über einem Blütenstandsschaft die zymösen oder rispenförmigen Blütenstände, in denen viele Blüten und Tragblätter enthalten sind.
Die gestielten, duftenden Blüten sind zwittrig, radiärsymmetrisch, fünfzählig mit doppelter Blütenhülle. Die fünf Kelchblätter sind verwachsen. Die fünf gelben, rosa-, purpurfarben bis roten oder manchmal weißen Kronblätter sind stielteller- oder trichterförmig verwachsen. Der Kronschlund ist innen kahl oder flaumig behaart und die Kronröhre ist außen oft deutlich fünfrippig. Die fünf Kronlappen besitzen dicht bewimperte bis zottig behaarte Ränder. Es ist ein Kreis mit fünf fertilen Staubblättern vorhanden; sie sind in der Kronröhre inseriert und überragen die Kronröhre nicht oder höchstens etwas. Die kurzen bis gut ausgebildeten Staubfäden sind kahl. Zwei Fruchtblätter sind zu einem unterständigen, zweikammerigen Fruchtknoten verwachsen. In jeder Fruchtknotenkammer befinden sich viele Samenanlagen in zentralwinkelständiger Plazentation. Der Griffel endet in zwei Griffelästen mit jeweils einer kopfigen bis linealen Narbe.

### Früchte und Samen
Die eiförmigen bis zylindrischen oder ellipsoiden Kapselfrüchte sind meist septicidal und öffnen sich mit zwei Klappen von ihrer Basis aus; manchmal sind die Kapselfrüchte durch ein Septum loculicidal und dann öffnen sie sich vom oberen Ende ausgehend. Die steif papierartigen bis holzigen Kapselfrüchte besitzen oft Lentizellen, sind vom haltbaren Kelch umgeben und enthalten viele Samen. Die mittelgroßen Samen sind ellipsoid bis spindelförmig und etwa abgeflacht. Die Samen besitzen am Rand einen häutigen Flügel. Die Samen enthalten ein fleischiges Endosperm und die zwei Keimblätter (Kotyledonen) sind eiförmig.

## Namensherkunft
Der Name hat nichts mit China zu tun und stammt wahrscheinlich vom Quechua-Wort kina-kina (auch quina-quina) „Rinde der Rinden“ als Bezeichnung für die als Heilmittel gebrauchte Rinde vom Roten Chinarindenbaum.
Die botanische Bezeichnung Cinchona geht auf eine angeblich erfolgreiche Heilung der Gräfin Anna Condeza de Chinchón (1599–1640) zurück, der Gattin des spanischen Vizekönigs von Peru, die 1638 an Malaria erkrankte. Geheilt sei sie durch ein Mittel worden, das ihr ein Jesuitenpater namens Juan de Vega und Leibarzt des Vizekönigs verabreicht und in dem angeblich Chinarindenbaumextrakt verarbeitet worden sein sollte. Für Carl von Linné war diese Erfolgsgeschichte der Anlass, dieser Pflanzengattung 1753 den botanischen Namen Cinchona zu verleihen.
1930 entdeckte man allerdings die Tagebücher dieser Gräfin, die nicht darauf schließen lassen, dass sie jemals an Malaria litt. Möglicherweise sollte die Erfolgsgeschichte daher bei der Vermarktung dieses Heilmittels behilflich sein.
Spanische Trivialnamen sind Cascarilla, Costrona, Crespilla, Hoja de capulí, Hoja de lucma und Quina.

## Nutzung

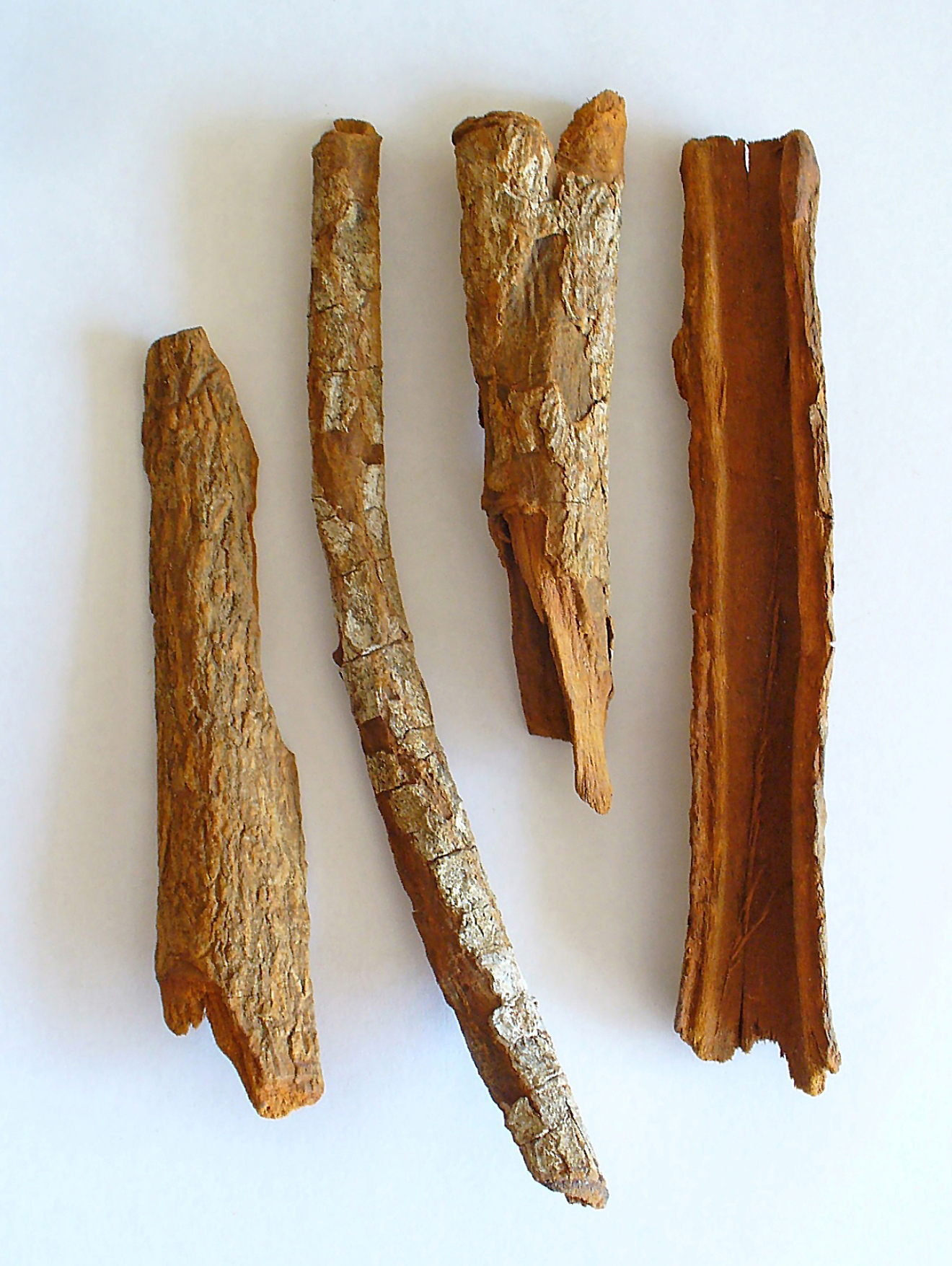
Chinarinde von Cinchona officinalis

Aus Chinarinde (auch Cinchonae cortex oder Fieberrinde genannt) können bitter schmeckende Präparate hergestellt werden. Sie enthalten China-Alkaloide.
Alexander von Humboldt nannte 1808 in seinen Ansichten der Natur neben Quina, als Bezeichnung für Chinarinde auch Cascarilla fina de Loxa und erwähnte die besondere Qualität der aus dem Städtchen Loxa stammenden Rinde der von ihm Cinchona Condaminea genannten Baumart.

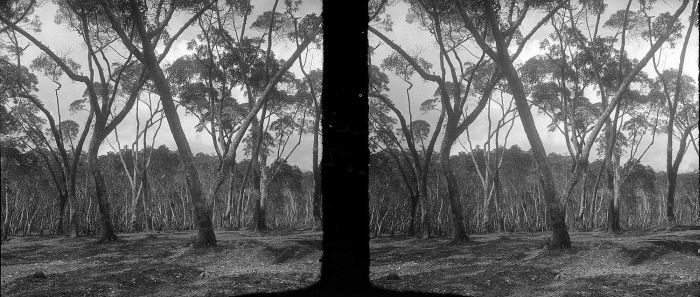
Eine Plantage

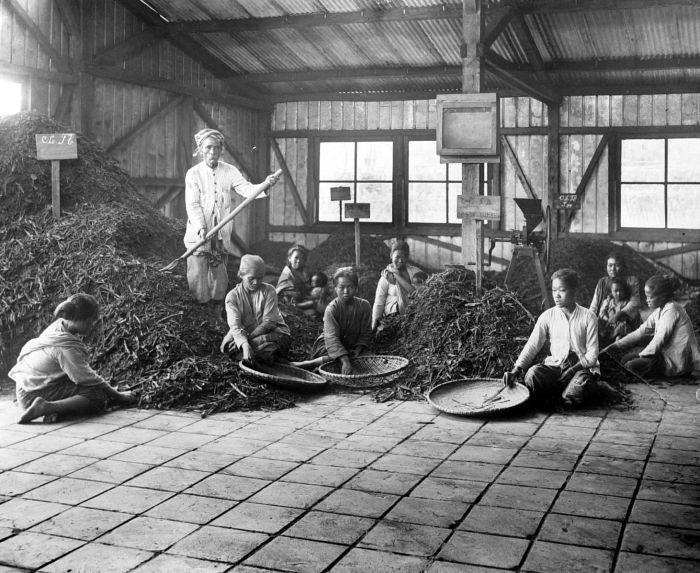
Die Verarbeitung der Rinde

Chemische Strukturformel von Chinin

Der Chinarindenbaum stammt ursprünglich aus den Bergregionen des nördlichen Südamerikas und wird vor allem in Indien und im Kongobecken kultiviert.
Die Rinde des Chinarindenbaumes (Cinchona pubescens, auch Cinchona officinalis) war bereits 1640 in Europa eingeführt worden wurde früher (seit dem 17. Jahrhundert) als Medikament gegen Malaria (Wechselfieber) und andere Fieber genutzt. Gefördert wurde die Therapie bösartiger Wechselfieber durch den italienischen Mediziner Francesco Torti (1658–1741). Der in der Rinde enthaltene Wirkstoff, das Chinin, wurde erstmals im Jahre 1820 durch Pierre Joseph Pelletier und Joseph Bienaimé Caventou isoliert. Neben Chinin, das industriell extrahiert wird, ist auch Chinidin und Cinchonidin enthalten. Nicht alle Arten der Gattung der Chinarindenbäume (Cinchona) enthalten den Wirkstoff jedoch gleichermaßen. Die Niederländer versuchten auf Java Cinchona calisaya anzubauen, während die Engländer in Indien versuchten, Cinchona succiruba zu kultivieren. Bei beiden Arten erwies sich jedoch, da ihre Rinde den Wirkstoff nicht in einem ausreichenden Maße enthält, um eine Extraktion wirtschaftlich zu rechtfertigen, als ungeeignet. Cinchona ledgeriana dagegen besitzt eine Rinde, die durchschnittlich 13 Prozent Chinin enthält. Sie wurde nach dem fehlgeschlagenen Versuch mit Cinchona calisaya von den Niederländern auf Java in Plantagen angebaut. Bei den in diesem Abschnitt geschilderten Arten handelt es sich heute allerdings um Synonyme.
Der Begründer der Homöopathie, Samuel Hahnemann beschrieb 1790, er habe bei Selbstversuchen nach Einnahme der als Fiebermittel bekannten Chinarinde bei sich fieberhafte Erscheinungen festgestellt. Hierdurch soll er zur Überzeugung gelangt sein, dass eine Krankheit mit Arzneimitteln geheilt werden könne, die der Krankheit ähnliche Symptome erzeugen.
Das aus der Rinde gewonnene Chinin hatte bis nach dem Zweiten Weltkrieg große wirtschaftliche und medizinische Bedeutung. Das Kina-Büro wachte seit 1922 über die Kontrolle und Förderung der Chinarindenproduktion, der Verteilung der Kontingente auf die Mitgliedsstaaten sowie die Aufrechterhaltung der Preisstabilität. Vor dem Zweiten Weltkrieg wurden jährlich 1500 Tonnen Chinin produziert. Im Zweiten Weltkrieg wurde die Vernichtung von Chinarindenbaumplantagen zum Kriegsmittel. So fällte die japanische Armee zum Beispiel 20.000 Hektar der Chinarindenplantagen auf Java, sodass sich die Suche nach synthetisch hergestellten Ersatzstoffen verstärkte. Das ähnlich wirkende, aber mit schweren Nebenwirkungen einhergehende Atebrin war bereits 1928 durch die deutsche Firma I.G. Farben hergestellt worden. Chloroquin und Primaquin waren die ersten synthetisch erzeugten Wirkstoffe gegen die Malaria, die das natürlich erzeugte Chinin seit dem Zweiten Weltkrieg ablösten.
Aus dem Roten Chinarindenbaum (Cinchona pubescens) wird auch ein Arzneimittel gegen Verdauungsbeschwerden wie Blähungen gewonnen.
Außerdem kann der gewinnbare rote Farbstoff in seiner Wirkung ähnlich wie der Naturfarbstoff Henna verwendet werden.

Wappen Perus

## Symbolik
Der Chinarindenbaum findet sich auf dem Wappen Perus.
Der dort als quina bekannte Baum, auch aus der Quechua-Sprache übernommen, steht in einem einzelnen Feld oben heraldisch links im Wappen und soll die Natur und Pflanzenwelt Perus symbolisieren.

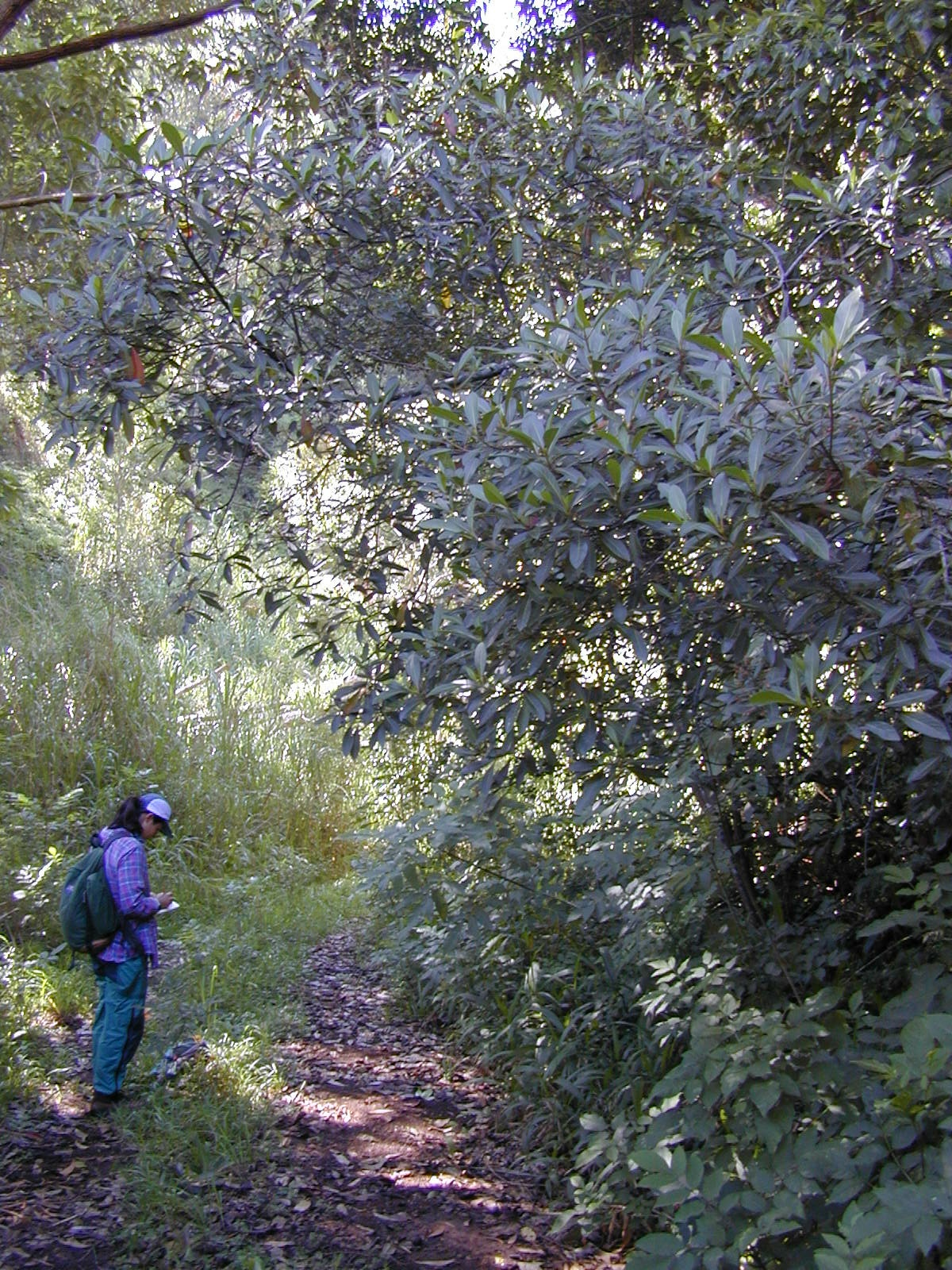
Habitus von Cinchona calisaya

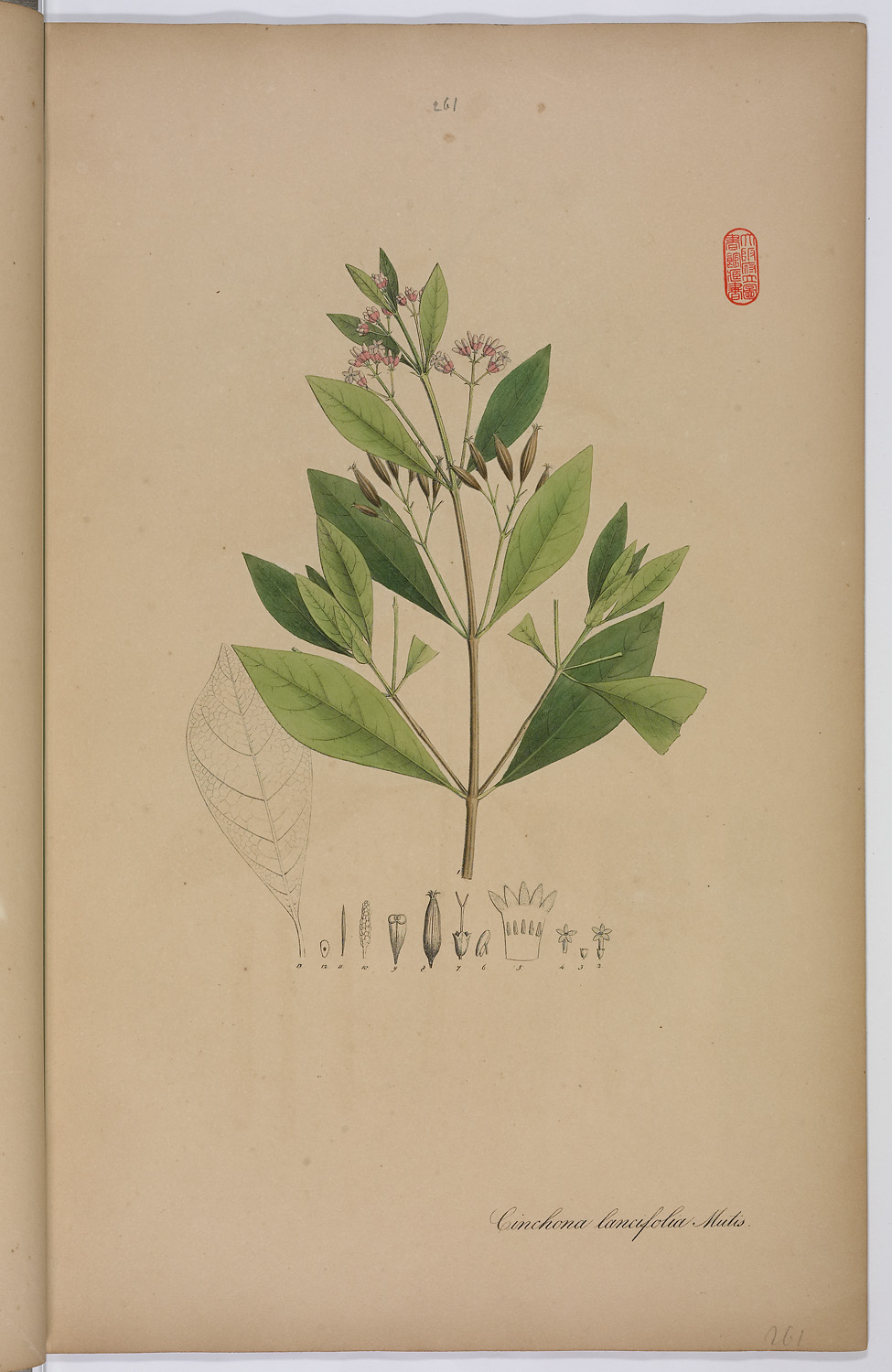
Illustration von Cinchona lancifolia

## Systematik und Verbreitung
Die Gattung Cinchona wurde 1753 durch Carl von Linné in Species Plantarum, 1, S. 172 aufgestellt. Typusart ist Cinchona officinalis L. Synonyme für Cinchona L. sind: Kinkina Adanson, Quinquina Boehmer, Pleurocarpus Klotzsch.
Die Gattung Cinchona gehört zur Tribus Cinchoneae in der Unterfamilie Cinchonoideae innerhalb der Familie der Rubiaceae.
Die etwa 23 Arten sind ursprünglich in Zentralamerika von Costa Rica bis Panama und im westlichen Südamerika von Kolumbien sowie Venezuela über Bolivien, Ecuador bis Peru verbreitet.
Es gibt etwa 24 (20 bis 26) Arten in der Gattung Cinchona:
- Cinchona anderssonii Maldonado: Die 2017 erstbeschriebene Art kommt in Bolivien vor.[11]
- Cinchona antioquiae L.Andersson: Die Heimat ist Kolumbien.[11]
- Cinchona asperifolia Wedd.: Sie ist vom bolivianischen La Paz bis zum südlichen Peru verbreitet.[11]
- Cinchona barbacoensis H.Karst.: Sie ist vom westlichen Kolumbien bis zur Provinz Carchi in Ecuador verbreitet.[11]
- Cinchona ×boliviana Wedd. (Syn.: Cinchona ×affinis Wedd., Cinchona ×erythroderma (Wedd.) Wedd., Cinchona ×pavoniana Kuntze, Cinchona micrantha var. affinis (Wedd.) Wedd. nom. illeg., Cinchona micrantha var. oblongifolia Wedd., Cinchona ovata var. erythroderma Wedd.): Es ist eine Hybride aus Cinchona calisaya × Cinchona pubescens; Sie ist von Bolivien bis Peru verbreitet.[11]
- Cinchona calisaya Wedd. (Cinchona calisaya var. ledgeriana Howard, Cinchona carabayensis Wedd., Cinchona ledgeriana (Howard) Bern. Moens ex Trimen, Cinchona officinalis auct. mult.): Die Heimat ist Bolivien und Peru.[11] Sie liefert die bekannteste der gelben Handelssorten der Chinarinde (Königsrinde, wertvollste = Monopolcalisaya aus Bolivien). Oft werden Plantagen von Cinchona calisaya, als Cinchona officinalis bezeichnet.
- Cinchona capuli L.Andersson: Die Heimat ist das zentrale und südliche Ecuador.[11]
- Cinchona fruticosa L.Andersson: Sie kommt nur in der peruanischen Region Amazonas vor.[11]
- Cinchona glandulifera Ruiz & Pav. (Syn.: Cinchona glandulosa Ruiz & Pav. ex Triana, Cinchona undulata Pav. ex Howard): Sie kommt im östlich-zentralen Peru vor.[11]
- Cinchona hirsuta Ruiz & Pav. (Syn.: Cinchona pubescens var. hirsuta (Ruiz & Pav.) DC., Cinchona tenuis Vell., Cinchona tenuis Ruiz ex DC.): Sie ist in Peru verbreitet.[11]
- Cinchona krauseana L.Andersson: Sie kommt nur in der peruanischen Region Amazonas vor.[11]
- Cinchona lancifolia Mutis: Sie ist in Ecuador, Kolumbien und im westlichen Venezuela verbreitet.[11]
- Cinchona lucumifolia Pav. ex Lindl.: Die Heimat ist Ecuador.[11]
- Cinchona macrocalyx Pav. ex DC.: Die Heimat ist das zentrale Ecuador, das westliche Bolivien und das nördliche Peru.[11]
- Cinchona micrantha Ruiz & Pav.: Die Heimat ist das östliche Peru.[11]
- Cinchona mutisii Lamb.: Die Heimat ist das südliche Ecuador.[11]
- Cinchona nitida Ruiz & Pav. (Syn.: Cinchona discolor Klotzsch, Cinchona lancifolia var. nitida (Ruiz & Pav.) Schult., Cinchona peruviana var. nitida (Ruiz & Pav.) Howard, Cinchona stenosiphon K.Krause): Sie kommt nur in der peruanischen Region Huánuco vor.[11]
- Gelber Chinarindenbaum (Cinchona officinalis L., Syn.: Cinchona angustifolia Ruiz nom. illeg., Cinchona condaminea Humb. & Bonpl., Cinchona legitima Ruiz ex Laubert, Cinchona lancifolia var. lanceolata Schult. in J.J.Roemer & J.A.Schultes, Cinchona cucumifolia Pav. ex Lamb., Cinchona peruviana Mutis in J.E.Smith, Cinchona stupea Pav. ex Lamb., Cinchona academica Guibourt, Cinchona chahuraguera Pav. ex DC., Cinchona condaminea var. chahuraguera DC., Cinchona macrocalyx var. obtusifolia DC., Cinchona macrocalyx var. uritusinga DC., Cinchona obtusifolia Pav. ex DC., Cinchona uritusinga Pav. ex DC., Cinchona vritusino Pav. ex DC., Cinchona calisaya var. josephiana Wedd., Cinchona condaminea var. vera Wedd., Cinchona chahuraguera Pav. in J.E.Howard, Cinchona crispa Tafalla ex Howard, Cinchona palton Pav. in J.E.Howard, Cinchona subcordata Pav. ex Howard, Cinchona suberosa Pav. in J.E.Howard, Cinchona uritusinga Pav. ex Howard, Cinchona officinalis var. bonplandianacolorata Howard, Cinchona officinalis var. bonplandianalutea Howard, Cinchona officinalis var. condaminea (Humb. & Bonpl.) Howard, Cinchona officinalis var. crispa (Tafalla ex Howard) Howard, Cinchona officinalis var. uritusinga (Pav. ex Howard) Howard, Cinchona josephiana (Wedd.) Wedd., Cinchona lucumifolia var. stupea Wedd., Quinquina palton (Pav.) Kuntze, Cinchona officinalis var. josephiana (Wedd.) Cárdenas, Cinchona officinalis var. vera Cárdenas): Die Heimat ist das südliche Ecuador.[11]
- Cinchona parabolica Pav.: Sie ist vom südöstlichen Ecuador bis nördlichen Peru verbreitet.[11]
- Cinchona pitayensis (Wedd.) Wedd.: Sie ist vom zentralen Ecuador bis ins südliche Kolumbien verbreitet.[11]
- Roter Chinarindenbaum (Cinchona pubescens Vahl, Syn.: Cinchona succirubra Pav. ex Klotzsch): Das Verbreitungsgebiet reicht von Costa Rica bis zum westlichen Südamerika.[11]
- Cinchona pyrifolia L.Andersson: Sie kommt nur in der peruanischen Region Huánuco vor.[11]
- Cinchona rugosa Pav.: Die Heimat ist das südöstliche Ecuador.[11]
- Cinchona scrobiculata Humb. & Bonpl.: Sie kommt nur in der peruanischen Region Cajamarca vor.[11]
- Cinchona villosa Pav. ex Lindl.: Sie ist vom südöstlichen Ecuador bis ins nördliche Peru verbreitet.[11]